# 風伝説〜大暴風興行夏場所 八百長なしの真剣勝負!金銀天下分け目の天王山TOUR2011〜
『風伝説〜大暴風興行夏場所 八百長なしの真剣勝負!金銀天下分け目の天王山TOUR2011〜』（かぜでんせつ〜だいぼうふうこうぎょうなつばしょ やおちょうなしのしんけんしょうぶ!きんぎんてんかわけめのてんのうざんツアー 2011〜）は、2012年2月15日にリリースされた湘南乃風の3枚目の映像作品である。発売元はトイズファクトリー。

## 概要
- 約2年振りとなるツアー『風伝説〜大暴風興行夏場所 八百長なしの真剣勝負!金銀天下分け目の天王山TOUR2011〜』から2011年9月4日に国立代々木競技場第一体育館で行われた公演の模様を収録。
- ライブDVD2枚に加え、代々木公演でのライブ音源を2011年6月15日に発売された『湘南乃風〜Single Best〜』に収録された曲を中心に収録したライブCD『The Live Of〜Single Best〜』を付属。
- 初回限定特典には、メンバーがアンコール時に着用していた「NO MUSIC NO FUTURE」と書かれたTシャツ、全会場で撮り下ろされた写真集（196ページ）、おまけを付属。

## 収録映像曲

### DISC-1
- 本編

1. 爆音男〜BOMBERMAN〜
2. JUMP AROUND
3. OH YEAH
4. BREAK DOWN
5. Changes
6. 曖歌
7. 覇王樹
8. Wild Speed
9. Rockin'Wild
10. Bombo Claat
11. Real Riders
12. CLASSIC
13. 応援歌
14. 晴伝説
15. LETTER feat. 湘南乃風 / GOKIGEN SOUND
16. 親友よ

### DISC-2
- 本編+アンコール

1. 黄金魂
2. 恋時雨
3. ガチ桜
4. Joker
5. NO WAY〜悪漢無頼〜
6. SHOW TIME
7. 風伝説
8. 純恋歌
9. 睡蓮花

### CD
- The Live Of〜Single Best〜

1. 応援歌
2. 晴伝説
3. カラス -Short ver.-
4. 覇王樹
5. 純恋歌
6. 睡蓮花
7. 黄金魂
8. 恋時雨
9. 親友よ
10. ガチ桜
11. 爆音男〜BOMBERMAN〜
12. 曖歌